# DEFB116
DEFB116 (англ. Defensin beta 116) – білок, який кодується однойменним геном, розташованим у людей на довгому плечі 20-ї хромосоми. Довжина поліпептидного ланцюга білка становить 102 амінокислот, а молекулярна маса — 11 544.
| 10         |  | 20         |  | 30         |  | 40         |  | 50         |
| ---------- |  | ---------- |  | ---------- |  | ---------- |  | ---------- |
| MSVMKPCLMT |  | IAILMILAQK |  | TPGGLFRSHN |  | GKSREPWNPC |  | ELYQGMCRNA |
| CREYEIQYLT |  | CPNDQKCCLK |  | LSVKITSSKN |  | VKEDYDSNSN |  | LSVTNSSSYS |
| HI         |  |            |  |            |  |            |  |            |

A: Аланін

C: Цистеїн

D: Аспарагінова кислота

E: Глутамінова кислота

F: Фенілаланін

G: Гліцин

H: Гістидин

I: Ізолейцин

K: Лізин

L: Лейцин

M: Метіонін

N: Аспарагін

P: Пролін

Q: Глутамін

R: Аргінін

S: Серин

T: Треонін

V: Валін

W: Триптофан

Кодований геном білок за функціями належить до антибіотиків, антимікробних білків. 
Секретований назовні.